# WHITE×RED
『WHITE×RED』（ホワイト×レッド）は、2006年1月27日にTRYSETより発売されたWindows 98SE/Me/2000/XP用のアダルトゲームである。

## 世界観
おおむね現実世界と変わらないが、「穢れ」という名で呼ばれる人間の怒りや恐怖など、いわゆる負の感情が生み出した存在によって蝕まれている点が異なる。穢れは人間の精神にだけ取り憑き、取り憑いた人間を蝕んでいくことによって犯罪の増加などが起こっている。穢れと戦う能力を持った人間が「祓い」であり、本作品の主人公は幼い頃より祓いとしての修行を積み、英才教育を受けてきた男性である。未だ成長途上にあったが昨今の穢れの活発化を受けて呼び戻された主人公のほか、彼と共に戦うこととなる幼馴染の姉妹や義妹なども巫女としての訓練を積んでいる。
しかし、祓いの能力には男女で決定的な違いが存在する。男性は戦うことは得意だが祓いとして戦うためのエネルギーを産生するのが苦手、女性は攻撃力は低いもののエネルギーの産生が得意とされ、男女間でエネルギーをやり取りを行わなければ祓いとして戦い続けるのは大変厳しく、一人前の祓いとなるためにはパートナーを得なければならない。穢れの活発化は人間が招いた事態であり、それによる悲劇の連鎖にどう立ち向かってゆくのかが運命を分ける。
なお、本作品に登場する巫女装束は、タイトルと同じく白と赤を基調としている。

## ゲームシステム
ADV+ダンジョン探索RPGである。ただし、ダンジョンは波の領域という一種の精神世界に広がるダンジョンであって、物質世界のダンジョンではない。ADVパートでエネルギーの補給を、ダンジョン探索や祓いとしての修行によって実力をつけることにより、活発化する穢れに立ち向かってゆくというものである。

## 登場人物
御影 直斗
主人公。「祓い」として修行を続けてきたこと以外は、ごく普通の男性。
4人の巫女の中からパートナーを1人選ぶことになる。
皇 明日香
声：北都南
主人公の幼馴染の姉妹の姉で巫女。 身長157、94-57-91。
柳蒼夜に恋心があり、自ら処女を捧げている過去を持つ、対して主人公には友人程度の意識しかなく、少々ヒロイン失格気味。
皇 百合花
声：木村あやか
主人公の幼馴染の姉妹の妹で巫女。 身長155、91-55-89。
姉の明日香に負けず劣らずのプロポーション、可愛い性格で、主人公一筋。
御影 乙女
声：須本綾奈
主人公の義妹で巫女。 身長148、87-54-87。
両親を穢れに殺されている、その敵討ちのため、力を利用する目的で主人公に接近する。
本間 笑顔
声：北条明日香
中盤から登場するスタイル抜群の最強巫女。 身長166、95-55-88。
幼い頃から主人公の役に立てるように頑張っているうち最強巫女にまでなってしまっていた女の子、シャイで口べた、主人公一筋。

柳 蒼夜
主人公の「祓い」の先輩。 格好よく、自信家。

御影 悟郎
主人公の父。
御影 政子
声：柴田藍
主人公の母。

## DVDPG
- 発売日：2006年12月22日
- ブランド：ぶる〜べり〜そふと
- 品番：BBSPG-001